# Maria Elena Kyriakou
Maria Elena Kyriakou (în greacă: Μαρία Έλενα Κυριάκου; n. 11 ianuarie 1984) este o cântăreață și compozitoare cipriotă greacă, cunoscută pentru câștigarea primului sezon al The Voice of Greece sub conducerea Despinei Vandi. Ea a reprezentat Grecia la Concursul Muzical Eurovision 2015 cu piesa "One Last Breath".

## Discografie

### Albume de studio
| Titlu             | Detalii album                                                                          | Poziție |
| Titlu             | Detalii album                                                                          | GRE     |
| ----------------- | -------------------------------------------------------------------------------------- | ------- |
| Dio Ageloi Sti Gi | - Lansare: TBA - Label: Universal Music Greece - Formate: CD, CD/DVD, Digital Download | —       |

### Single-uri
| Titlu             | An   | Poziție | Album             |
| Titlu             | An   | GRE     | Album             |
| ----------------- | ---- | ------- | ----------------- |
| "Dio Egoismoi"    | 2014 | —       | Dio Ageloi Sti Gi |
| "One Last Breath" | 2015 | —       |                   |

## Televiziune
| An   | Titlu                      | Rol       | Note         |
| ---- | -------------------------- | --------- | ------------ |
| 2014 | The Voice of Greece        | Ea însăși | Câștigătoare |
| 2015 | Eurosong 2015 - a MAD show | Ea însăși | Câștigătoare |